# آرون استل
آرون استل (انگلیسی: Aaron Stell; ۲۶ مارس ۱۹۱۱ – ۷ ژانویهٔ ۱۹۹۶) تدوین‌گر اهل ایالات متحده آمریکا بود.

## فیلم‌شناسی
- نشانی از شر
- عشق با غریبه مطلوب
- درون دیزی کلاور
- تک‌تیرانداز
- به عصر سختی‌ها خوش آمدید
- ژانگوله
- یاغی مغرور